# Susana Moliner
Susana Moliner Delgado (Madrid, 2 de febrero de 1980) es una comisaria y productora cultural española. Fundadora de la plataforma Grigri Projects, una iniciativa dirigida a la investigación, creación y producción cultural centrada en el diseño participativo, la intervención urbana y los procesos comunitarios de carácter transversal.

## Trayectoria
Estudió Ciencias políticas en la Universidad Complutense de Madrid (UCM). A nivel profesional, ha desarrollado diversos programas de aprendizaje y experimentación artísticas y ha participado en diferentes talleres y misiones de identificación con la Agencia Española de Cooperación Internacional para el Desarrollo (AECID).
En 2016, fundó, junto a la diseñadora y dinamizadora social Majo Castells y al arquitecto David Pérez, el proyecto Grigri Projects, una iniciativa dirigida a la promoción de las investigaciones y producciones culturales, artísticas y sociales, a través de proyectos de diseño participativo y procesos comunitarios. Además, Moliner ha coordinado diversos proyectos culturales en colaboración con distintas instituciones educativas y culturales de África, Europa y el Caribe, entre ellas, Rose des Vents Numériques, el festival Afropixel, Tomar Madrid, o el codiseño del programa La aventura del saber de Televisión Española.
En 2017, participó en la coordinación del proyecto de investigación y dinamización Haciendo Plaza con Cocinar Madrid en el marco de Imagina Madrid, programa impulsado por el Ayuntamiento de Madrid. Asimismo, ha gestionado programas de laboratorio ciudadano (espacios dirigidos a involucrar a la ciudadanía en los procesos de innovación abierta) como Experimenta Distrito en el distrito de Fuencarral-El Pardo y Experimenta Ciudad con la Red de Centros Culturales de España en América Latina. 
Como comisaria, ha liderado diversas propuestas artísticas tales como Africa Light (2009 en Burdeos, Bamako y Dakar), Côte à Côte (2014, Rabat y Cerdeña), Wekalet Nehna-We Agencia (2015, Alejandría) y Privatisation d'un espace par son ciel (2016, Dakar).  
También ha comisariado y coordinado programa de residencias, encuentros y talleres Grigri Pixel en torno a las prácticas y estrategias colaborativas, artísticas y de fabricación digital del continente africano, en colaboración con la Agencia de Cooperación Internacional de España, desde el centro cultural Medialab-Prado, entidad galardonada en 2016 con el premio Princesa Margarita de la Cultura, que concede la Fundación Europea de la Cultura.